# Campionati mondiali di pattinaggio di velocità
L'International Skating Union organizza i seguenti cinque tipi di campionati mondiali dello sport del pattinaggio di velocità (speed skating in lingua inglese).
- Campionati mondiali completi di pattinaggio di velocità (World Allround Speed Skating Championships)
- Campionati mondiali di pattinaggio di velocità - Sprint (World Sprint Speed Skating Championships)
- Campionati mondiali di pattinaggio di velocità - Distanza singola  (World Single Distance Championships) [1]
- Campionati mondiali di short track  (World Short Track Speed Skating Championships)
- Campionati mondiali di short track a squadre  (World Short Track Speed Skating Team Championships) [2]

## Titoli in palio
Aggiornato al 2023
| Sport                                      | Edizioni | Prima | Ultima | Titoli maschili                          | Titoli femminili                         |
| ------------------------------------------ | -------- | ----- | ------ | ---------------------------------------- | ---------------------------------------- |
| Pattinaggio di velocità - Completo         | 116      | 1893  | 2024   | Allround                                 | Allround                                 |
| Pattinaggio di velocità - Sprint           | 52       | 1970  | 2024   | Sprint                                   | Sprint                                   |
| Pattinaggio di velocità - Distanza singola | 22       | 1996  | 2024   | 500 m 1500 m 5000 m 10000 m Inseguimento | 500 m 1500 m 5000 m 10000 m Inseguimento |
| Short track                                | 47       | 1981  | 2025   | 500 m 1000 m 1500 m 3000 m Staffetta     | 500 m 1000 m 1500 m 3000 m Staffetta     |
| Short track a squadre                      | 21       | 1991  | 2011   | Team                                     | Team                                     |